# STORY (NEWSのアルバム)
『STORY』（ストーリー）は、日本の男性アイドルグループ・NEWSの11作目のオリジナル・アルバム。2020年3月4日にジャニーズ・エンタテイメントから発売。

## 概要
前作『WORLDISTA』から、約1年ぶりのオリジナル・アルバム。初回盤（CD+DVD）と通常盤（CD）の2形態で発売される。
2017年発売の『NEVERLAND』、2018年発売の『EPCOTIA』、2019年発売の『WORLDISTA』と、本作『STORY』で「NEWS 4部作」が完結した。上記4作のタイトルの頭文字をつなげると「NEWS」となる。
2020年6月19日付で手越祐也がジャニーズ事務所との専属契約を解除したため、手越が参加した最後の作品となった。

### 販売形態
- 初回盤
  - CD+DVD
  - 「STORY」スペシャルBOX仕様
  - 72ページブックレット
  - 折りポスター
- 通常盤
  - CD
  - 20ページブックレット

## 収録曲

### CD

#### 通常盤
1. STORY
作詞：ヒロイズム、作曲：中西亮輔，ヒロイズム、編曲：中西亮輔，黒田賢一，芳賀政哉
  - 本作の表題曲
2. SEVEN
作詞・作曲・編曲：ヒロイズム
3. SUPERSTAR
作詞・作曲・編曲：ヒロイズム
  - 日本テレビ系「FIFAクラブワールドカップ カタール2019」大会テーマソング

「日テレ系音楽の祭典 ベストアーティスト2019」ではDJ松永 とのコラボで披露された。
4. We Never Gave Up -Interlude-
5. 何度でも
作詞：向井太一、作曲：向井太一，☆Taku Takahashi (m-flo)、編曲：☆Taku Takahashi (m-flo)，Mitsunori Ikeda
6. What is Love? -Interlude-
7. STAY WITH ME
作詞・作曲：eill、編曲：トオミヨウ
8. Perfect Lover
作詞：栗原暁 (Jazzin' park)、作曲：☆Taku Takahashi (m-flo)，Mitsunori Ikeda，久保田真悟 (Jazzin' park)，栗原暁 (Jazzin' park)、編曲：☆Taku Takahashi (m-flo)，Mitsunori Ikeda
9. Love Story
作詞・編曲：ヒロイズム、作曲：take4，ヒロイズム
  - 25thシングルの2曲目
  - GREE「NEWSに恋して」CMソング
10. Commitment -Interlude-
11. エス
作詞：AKIRA、作曲：AKIRA，芳賀政哉、編曲：芳賀政哉
12. トップガン
作詞：Hacchin' Maya、作曲・編曲：ヒロイズム、ブラスアレンジ・ストリングスアレンジ：CHOKKAKU
  - 25thシングルの1曲目
  - 丸山隆平出演（加藤シゲアキ 第3話ゲスト出演）テレビ東京系ドラマBiz『よつば銀行 原島浩美がモノ申す!〜この女（ひと）に賭けろ〜』オープニングテーマ
13. Prime Time of My Life -Interlude-
14. 君の言葉に笑みを
作詞・作曲・編曲：ヒロイズム
15. クローバー
作詞・作曲：NEWS
曲中、1stシングル「希望〜Yell〜」のコード進行が使用されている。
16. NEW STORY
作詞・作曲・編曲：ヒロイズム
17. 戀（読み：こい）- 増田貴久
作詞・作曲：GReeeeN、編曲：nishi-ken [Diosta inc.]
増田自身が『Smile Up！Project』の一環としてこの曲を歌っている動画がジャニーズ公式YouTubeチャンネルにアップされている[1]。
18. Narrative - 加藤シゲアキ
作詞・作曲：加藤シゲアキ、編曲：加藤シゲアキ，中西亮輔
19. STAY ALIVE - 小山慶一郎
作詞：小山慶一郎，ヒロイズム、作曲：ヒロイズム，芳賀政哉
20. プロポーズ - 手越祐也
作詞・作曲：手越祐也、編曲：U-KIRIN
手越がグループ脱退後に行ったYouTube生配信ライブで初披露された[2]。

#### 初回盤
1. STORY
2. SEVEN
3. SUPERSTAR
4. We Never Gave Up -Interlude-
5. 何度でも
6. What is Love? -Interlude-
7. STAY WITH ME
8. Perfect Lover
9. Love Story
10. Commitment -Interlude-
11. エス
12. トップガン
13. Prime Time of My Life -Interlude-
14. 君の言葉に笑みを
15. クローバー
16. NEW STORY
17. [Secret Track]

### DVD
※初回盤のみ
- 「NEWS STORY RADIO」（架空）

## ライブツアー
「NEWS LIVE TOUR 2020 STORY」は、11thアルバム「STORY」を引っさげて2021年3月25日から5月23日にかけて行われたツアー。また、当初は2020年3月7日から6月28日にかけて行われる予定だったツアー。NEWSとしては初のナゴヤドーム公演を開催する予定だった。
2020年と2021年のツアー名が全く同じなので、本項では2020年に開催する予定であったものを「当初の予定」、2021年に開催されたものを「再度編成」と表記する。
2020年2月25日、新型コロナウイルス感染拡大防止のため、3月7日・8日のセキスイハイムスーパーアリーナ公演を、5月27日・28日に延期することが発表された。
同年3月17日、新型コロナウイルス感染拡大防止のため、3月28日の横浜アリーナ公演までを中止することが発表された。
同年4月3日、新型コロナウイルス感染拡大防止のため、4月27日のマリンメッセ福岡公演までを中止することが発表された。
同年4月8日、新型コロナウイルス感染拡大による緊急事態宣言のため、5月1日・2日の大阪城ホール公演までを中止することが発表された。
同年4月14日、新型コロナウイルス感染拡大防止のため、5月28日のセキスイハイムスーパーアリーナ公演までを中止することが発表された。
同年5月15日、新型コロナウイルス感染拡大防止のため、残りのすべての公演を中止することが発表された。
同年6月22日、振替日程の調整が困難であることから、全公演の中止が改めて告知された。
中止されたツアーの代替として、Johnny's net onlineにおいて2020年12月12日、13日に無観客配信ライブが実施される予定だったが、11月29日、加藤と小山が新型コロナウイルスに感染したため、この配信ライブも中止となることが発表された。
2021年、当初の予定よりも小さい規模ではあるが、有観客で本ツアーが開催されることが発表された。2021年開催であるが、ツアー名は当初の予定のまま「2020」が用いられている。当初の予定では4人のメンバーで行う予定のライブツアーであったが、2020年6月に手越が脱退しメンバーが3人となったため、結果的には3人での開催となった。
また、5月23日17:00の愛知公演をJohnny's net onlineで配信することも発表された。
緊急事態宣言延長のため、2021年3月20日・21日の北海道公演が延期となった。
2021年3月25日、第1公演目の横浜アリーナ公演が開催された。この公演がコロナ禍以降でジャニーズ事務所所属アーティストで初のアリーナクラスでの有観客ライブとなった。

### 日程・会場（当初の予定・全公演中止）
| タイトル                  | 年     | 公演日   | 公演時間 | 会場                                  | 備考                                    |
| ------------------------- | ------ | -------- | -------- | ------------------------------------- | --------------------------------------- |
| NEWS LIVE TOUR 2020 STORY | 2020年 | 03月07日 | 18:00    | セキスイハイムスーパーアリーナ        | 5月27日18:00公演に延期（のちに中止）    |
| NEWS LIVE TOUR 2020 STORY | 2020年 | 03月08日 | 12:00    | セキスイハイムスーパーアリーナ        | 5月28日12:30公演に延期（のちに中止）    |
| NEWS LIVE TOUR 2020 STORY | 2020年 | 03月08日 | 17:00    | セキスイハイムスーパーアリーナ        | 5月27日17:30公演に延期（のちに中止）    |
| NEWS LIVE TOUR 2020 STORY | 2020年 | 03月21日 | 17:00    | エコパアリーナ                        | 中止                                    |
| NEWS LIVE TOUR 2020 STORY | 2020年 | 03月22日 | 13:00    | エコパアリーナ                        | 中止                                    |
| NEWS LIVE TOUR 2020 STORY | 2020年 | 03月22日 | 18:00    | エコパアリーナ                        | 中止                                    |
| NEWS LIVE TOUR 2020 STORY | 2020年 | 03月27日 | 18:00    | 横浜アリーナ                          | 中止                                    |
| NEWS LIVE TOUR 2020 STORY | 2020年 | 03月28日 | 12:00    | 横浜アリーナ                          | 中止                                    |
| NEWS LIVE TOUR 2020 STORY | 2020年 | 03月28日 | 17:00    | 横浜アリーナ                          | 中止                                    |
| NEWS LIVE TOUR 2020 STORY | 2020年 | 04月18日 | 17:00    | 真駒内セキスイハイムアイスアリーナ    | 中止                                    |
| NEWS LIVE TOUR 2020 STORY | 2020年 | 04月19日 | 12:00    | 真駒内セキスイハイムアイスアリーナ    | 中止                                    |
| NEWS LIVE TOUR 2020 STORY | 2020年 | 04月19日 | 17:00    | 真駒内セキスイハイムアイスアリーナ    | 中止                                    |
| NEWS LIVE TOUR 2020 STORY | 2020年 | 04月26日 | 17:00    | マリンメッセ福岡                      | 中止                                    |
| NEWS LIVE TOUR 2020 STORY | 2020年 | 04月27日 | 12:00    | マリンメッセ福岡                      | 中止                                    |
| NEWS LIVE TOUR 2020 STORY | 2020年 | 04月27日 | 17:00    | マリンメッセ福岡                      | 中止                                    |
| NEWS LIVE TOUR 2020 STORY | 2020年 | 05月01日 | 18:00    | 大阪城ホール                          | 中止                                    |
| NEWS LIVE TOUR 2020 STORY | 2020年 | 05月02日 | 12:30    | 大阪城ホール                          | 中止                                    |
| NEWS LIVE TOUR 2020 STORY | 2020年 | 05月02日 | 17:30    | 大阪城ホール                          | 中止                                    |
| NEWS LIVE TOUR 2020 STORY | 2020年 | 05月16日 | 17:00    | 朱鷺メッセ 新潟コンベンションセンター | 中止                                    |
| NEWS LIVE TOUR 2020 STORY | 2020年 | 05月17日 | 12:30    | 朱鷺メッセ 新潟コンベンションセンター | 中止                                    |
| NEWS LIVE TOUR 2020 STORY | 2020年 | 05月17日 | 17:30    | 朱鷺メッセ 新潟コンベンションセンター | 中止                                    |
| NEWS LIVE TOUR 2020 STORY | 2020年 | 05月27日 | 18:00    | セキスイハイムスーパーアリーナ        | 3月7日18:00公演の振替公演（のちに中止） |
| NEWS LIVE TOUR 2020 STORY | 2020年 | 05月28日 | 12:30    | セキスイハイムスーパーアリーナ        | 3月8日12:00公演の振替公演（のちに中止） |
| NEWS LIVE TOUR 2020 STORY | 2020年 | 05月28日 | 17:30    | セキスイハイムスーパーアリーナ        | 3月8日17:00公演の振替公演（のちに中止） |
| NEWS LIVE TOUR 2020 STORY | 2020年 | 06月06日 | 18:00    | 京セラドーム大阪                      | 中止                                    |
| NEWS LIVE TOUR 2020 STORY | 2020年 | 06月07日 | 17:00    | 京セラドーム大阪                      | 中止                                    |
| NEWS LIVE TOUR 2020 STORY | 2020年 | 06月20日 | 18:00    | 東京ドーム                            | 中止                                    |
| NEWS LIVE TOUR 2020 STORY | 2020年 | 06月21日 | 17:00    | 東京ドーム                            | 中止                                    |
| NEWS LIVE TOUR 2020 STORY | 2020年 | 06月27日 | 18:00    | ナゴヤドーム                          | 中止                                    |
| NEWS LIVE TOUR 2020 STORY | 2020年 | 06月28日 | 17:00    | ナゴヤドーム                          | 中止                                    |

### 無観客配信ライブ（中止）
| タイトル                  | 年     | 公演日    | 公演時間 | 備考                                          |
| ------------------------- | ------ | --------- | -------- | --------------------------------------------- |
| NEWS LIVE TOUR 2020 STORY | 2020年 | 012月12日 | 20:30    | Johnny's net onlineにて配信予定だったが、中止 |
| NEWS LIVE TOUR 2020 STORY | 2020年 | 012月13日 | 17:00    | Johnny's net onlineにて配信予定だったが、中止 |

### 日程・会場（再度編成）
| タイトル                  | 年     | 公演日   | 公演時間 | 会場                                        | 備考 |
| ------------------------- | ------ | -------- | -------- | ------------------------------------------- | --- |
| NEWS LIVE TOUR 2020 STORY | 2021年 | 03月20日 | 17:00    | 北海道・真駒内セキスイハイムアイスアリーナ  | 5月15日17:00公演に延期                                                                                  |
| NEWS LIVE TOUR 2020 STORY | 2021年 | 03月21日 | 12:00    | 北海道・真駒内セキスイハイムアイスアリーナ  | 5月16日12:00公演に延期                                                                                  |
| NEWS LIVE TOUR 2020 STORY | 2021年 | 03月21日 | 17:30    | 北海道・真駒内セキスイハイムアイスアリーナ  | 5月16日17:30公演に延期                                                                                  |
| NEWS LIVE TOUR 2020 STORY | 2021年 | 03月25日 | 17:30    | 神奈川・横浜アリーナ                        | 本公演が、コロナ禍以降でジャニーズ事務所所属アーティストで 初のアリーナクラスでの有観客ライブとなった。 |
| NEWS LIVE TOUR 2020 STORY | 2021年 | 03月26日 | 12:00    | 神奈川・横浜アリーナ                        | |
| NEWS LIVE TOUR 2020 STORY | 2021年 | 03月26日 | 17:30    | 神奈川・横浜アリーナ                        | |
| NEWS LIVE TOUR 2020 STORY | 2021年 | 03月30日 | 17:00    | 大阪・大阪城ホール                          | |
| NEWS LIVE TOUR 2020 STORY | 2021年 | 03月31日 | 12:00    | 大阪・大阪城ホール                          | |
| NEWS LIVE TOUR 2020 STORY | 2021年 | 03月31日 | 17:30    | 大阪・大阪城ホール                          | |
| NEWS LIVE TOUR 2020 STORY | 2021年 | 04月17日 | 17:00    | 宮城・セキスイハイムスーパーアリーナ        | |
| NEWS LIVE TOUR 2020 STORY | 2021年 | 04月18日 | 12:00    | 宮城・セキスイハイムスーパーアリーナ        | |
| NEWS LIVE TOUR 2020 STORY | 2021年 | 04月18日 | 17:30    | 宮城・セキスイハイムスーパーアリーナ        | |
| NEWS LIVE TOUR 2020 STORY | 2021年 | 04月24日 | 17:00    | 福井・サンドーム福井                        | |
| NEWS LIVE TOUR 2020 STORY | 2021年 | 04月25日 | 12:00    | 福井・サンドーム福井                        | |
| NEWS LIVE TOUR 2020 STORY | 2021年 | 04月25日 | 17:30    | 福井・サンドーム福井                        | |
| NEWS LIVE TOUR 2020 STORY | 2021年 | 05月01日 | 17:30    | 福岡・マリンメッセ福岡                      | |
| NEWS LIVE TOUR 2020 STORY | 2021年 | 05月02日 | 12:00    | 福岡・マリンメッセ福岡                      | |
| NEWS LIVE TOUR 2020 STORY | 2021年 | 05月02日 | 17:30    | 福岡・マリンメッセ福岡                      | |
| NEWS LIVE TOUR 2020 STORY | 2021年 | 05月15日 | 17:00    | 北海道・真駒内セキスイハイムアイスアリーナ  | 3月20日17:00公演の振替公演                                                                              |
| NEWS LIVE TOUR 2020 STORY | 2021年 | 05月16日 | 12:00    | 北海道・真駒内セキスイハイムアイスアリーナ  | 3月21日12:00公演の振替公演                                                                              |
| NEWS LIVE TOUR 2020 STORY | 2021年 | 05月16日 | 17:30    | 北海道・真駒内セキスイハイムアイスアリーナ  | 3月21日17:30公演の振替公演                                                                              |
| NEWS LIVE TOUR 2020 STORY | 2021年 | 05月22日 | 18:00    | 愛知・日本ガイシスポーツプラザ ガイシホール | |
| NEWS LIVE TOUR 2020 STORY | 2021年 | 05月23日 | 12:30    | 愛知・日本ガイシスポーツプラザ ガイシホール | |
| NEWS LIVE TOUR 2020 STORY | 2021年 | 05月23日 | 17:30    | 愛知・日本ガイシスポーツプラザ ガイシホール | 本公演はJohnny's net onlineで配信された。                                                               |